# Sphaeriestes reyi
Sphaeriestes reyi es una especie de coleóptero de la familia Salpingidae.

## Distribución geográfica
Habita en Europa.